# Трамбле, Жан-Клод
Жозе́ф Анри́ Жан-Клод Трамбле́ (фр. Joseph Henri Jean-Claude Tremblay, 22 января 1939 года, Баговилль, Канада — 7 декабря 1994 года, Монреаль, Канада) — франкоканадский хоккеист, игравший на позиции защитника за «Монреаль Канадиенс» в Национальной хоккейной лиге (1959—1972) и за «Квебек Нордикс» во Всемирной хоккейной ассоциации (1972—1979).

## Карьера
В составе «Монреаля» пять раз выиграл Кубок Стэнли (1965, 1966, 1968, 1969, 1971). Семикратный участник матча всех звёзд НХЛ (1959, 1965, 1967, 1968, 1969, 1971, 1972). В НХЛ сыграл 794 матча и набрал 363 очка (57+306). В плей-офф сыграл 108 матчей и набрал 65 очков (14+51).
Выступая за «Квебек», стал лучшим ассистентом ВХА в сезонах 1972/73 (75 передач в 75 матчах) и 1975/76 (77 передач в 80 матчах). С 358 передачами является вторым ассистентом в истории ассоциации. С 2010 года включён в Зал славы ВХА.
Осенью 1974 года играл за звёзд ассоциации во встречах против сборной СССР, в которых забросил одну шайбу и отдал четыре передачи.
«Квебек Нордикс» вывели из обращения 3-й номер после того, как Трамбле завершил карьеру. К тому времени «Нордикс» уже выступали в НХЛ, это один из всего трёх случаев в истории, когда команда НХЛ вывела из обращения номер хоккеиста, который не выступал за неё в НХЛ.
В 1979 году Жан-Клод Трамбле стал донором, отдав одну из почек больной дочери. По недоброй иронии судьбы, 15 лет спустя, в 1994 году бывший хоккеист скончался от рака единственной оставшейся почки.